# گوجرانواله
گوجرانواله (در اردو: گوجرانواله) یکی از شهرهای استان پنجاب در کشور پاکستان و مرکز ناحیه گجران واله است.
این شهر با جمعیت بیش از ۱٬۱ میلیون نفر پنجمین شهر بزرگ پاکستان است.
نام پیشین این محل «خانپور شانسی» بوده که پس از قدرت گرفتن قوم گُجَر در این ناحیه این شهر به گوجرانواله معروف شده‌است.

## اماکن آموزش عالی
نام‌های اردو در پرانتز آمده است:
- کالج دولتی اسلامیهٔ گوجرانواله (گورنمنٹ اسلامیه کالج گوجرانواله)
- کالج دولتی گوجرانواله (گورنمنٹ کالج گوجرانواله)
- پردیس گوجرانوالهٔ دانشگاه پنجاب (یونیورسٹی آف دی پنجاب گوجرانواله کیمپس)
- آموزشگاه همگانی قائد اعظم دوژنل (قائد اعظم ڈوژنل پبلک سکول گوجرانواله)
- گروه دانشگاهی پنجاب (پنجاب گروپ آف کالجز)
- دانشگاه گفت (گفٹ یونیورسٹی)

## روستاهای نزدیک
تلوندی موسی‌خان. بهتی بهنگو. پیرو چک. تهته اعظم‌خان. گگرکی. هوئی‌والی. گندم. باسی‌والا. نوئن کی. چک خلیل. باوری ـ جندیاله باغ‌واله ـ فیروزواله. اروپ. ایمن‌آباد. گکهر مندی. تلوندی راه‌والی. تلوندی کهجور والی. مندیاله ورائچان، دهلی

## نگارخانه

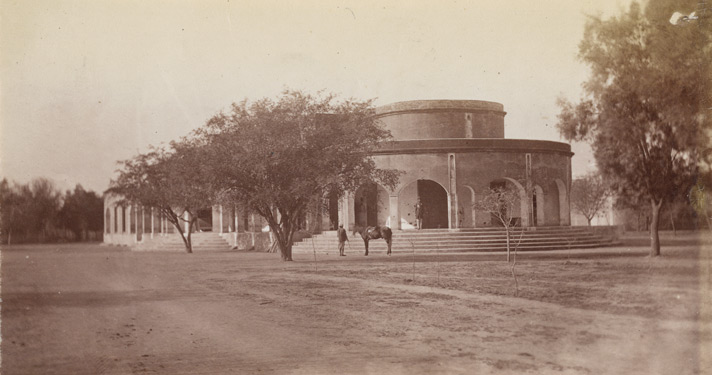
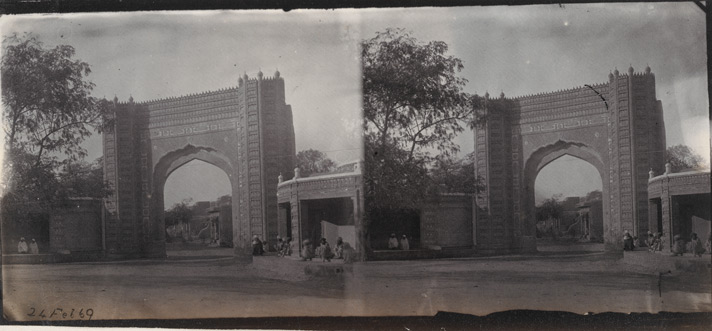